# Zonda megye
Zonda egy megye Argentína nyugati részén, San Juan tartományban. Székhelye Villa Basilio Nievas.

## Népesség
A megye népessége a közelmúltban a következőképpen változott:
| Év   | Lakosság |
| ---- | -------- |
| 2001 | 3958     |
| 2010 | 4863     |